# Johannes Fabrin
Johannes Brynolphi Fabrin, född i Karlstad, död den 23 februari 1717 i Alster, var en svensk kyrkoherde.
Fabrin, som tidigare också kallat sig Liedbergius, var son till smedsåldermannen Bryngel Halvardsson. Studierna bedrevs först vid Karlstads skola och gymnasium och han skrevs in 1675 vid Uppsala universitet. Fabrin disputerade där 1682 under Johan Bilbergs presidium. Två år senare, 1684, disputerade han vid Lunds universitet pro gradu under Andreas Stobæus presidium, och tog därmed magistergraden. 
Fabrin påbörjade sin gärning som domprost i Karlstad, en tjänst som han hade fram till 1689 då han blev kyrkoherde i By socken. Fabrin, som var känd för att vara mycket begåvad, men också uppfattades som märklig och bångstyrig, blev 1706 på grund av försummelse och egenmäktigt beteende avsatt från sitt ämbete. Hans vän Olof Hermelin lovade att försöka hjälpa honom, men Fabrin återfick aldrig sin tjänst. Hans avhandling om skånskan har väckt intresse som ett tidigt vittnesbörd för 1600-talets talspråk.

## Släkt
Johannes Fabrin var gift med rådmansdottern Barbara Grund. Bland deras ättlingar kan bland annat nämnas Vilhelm Hisinger, Emanuel Branzell och Gustaf Fröding.